# Малов, Владимир Фёдорович
Владимир Фёдорович Малов (1924—1989) — советский хозяйственный деятель, первый директор Братского алюминиевого завода.

## Биография
Родился в 1924 году в с. Благодатное (в советское время- Амвросиевский район). Член КПСС с 1959 года.
Участник Великой Отечественной войны (дата призыва январь 1943, место службы 317 сд СКФ; 9 гв. иптабр, ст. лейтенант). Награждён орденом Красной звезды, медалью за отвагу, медалью «За победу над Германией в Великой Отечественной войне 1941–1945 гг.»
Выпускник Северо-Кавказского гидрометаллургического института. 
В 1950—1986 гг.:
- мастер смены, начальник серии, начальник цеха, главный экономист предприятия, секретарь парткома Богословского алюминиевого завода,
- первый секретарь Краснотурьинского горкома КПСС,
- 1964-1971 директор Братского алюминиевого завода,
- 1971-1986 второй секретарь Иркутского областного комитета КПСС.

С 1986 г. на пенсии.
Избирался депутатом Верховного Совета РСФСР 8, 9, 10 и 11-го созывов (полномочия прекращены досрочно 18 сентября 1987 года).  Делегат  XXIV-XXVII съездов КПСС.
Умер в 1989 году.
Сын — Игорь Владимирович Малов — ректор Иркутского государственного медицинского университета.

## Отзывы о деятельности
Вторым секретарем обкома партии в это время был Малов Владимир Федорович . До избрания на этот пост он работал директором Братского алюминиевого завода. Думается, мои добрые отзывы о заводе и его руководителе учитывались при выдвижении на высокий партийный пост.Степан Васильевич Карнаухов, Старая площадь, надежды и разочарования : наблюдения и раздумья бывшего работника аппарата ЦК КПСС - М., 2001 - С. 4
Вторым секретарем обкома работал Владимир Федорович Малов, бывший директор Братского алюминиевого завода, опытный производственник, спокойный по характеру и доброй души человек.Иван Трофимович Смолянин, Сибирь глазами сибиряка [Текст] : рассказы о больших стройках / И. Т. Смолянин. - Иркутск : БГУЭП, 2004. - С. 142
А в 1964-м на строительство будущего гиганта металлургической промышленности приехал Владимир Фёдорович Малов, который возглавил производство и уже в 1966 году БрАЗ дал стране первый металл. Это был настоящий трудовой подвиг. Под руководством Владимира Фёдоровича завод был награжден орденом Ленина.Необычный гость посетил БрАЗ / Сибирское информационное агентство. 06.07.2018